# Eumeta variegata
Eumeta variegata is een vlinder uit de familie van de zakjesdragers (Psychidae). De wetenschappelijke naam van de soort is voor het eerst voorgesteld als Oeceticus variegatus door Pieter Snellen in een publicatie uit 1879.
De soort komt in Zuid- en Zuidoost-Azië voor en verder in Korea, Japan, Australië en op de Solomonseilanden.